# Ayenia dentata
Ayenia dentata är en malvaväxtart som beskrevs av T. S. Brandegee. Ayenia dentata ingår i släktet Ayenia och familjen malvaväxter. Inga underarter finns listade i Catalogue of Life.